# Helianthemum kahiricum
Helianthemum kahiricum är en solvändeväxtart som beskrevs av Del.. Helianthemum kahiricum ingår i släktet solvändor, och familjen solvändeväxter. Inga underarter finns listade i Catalogue of Life.